# Xã East Peter Creek, Quận Cleburne, Arkansas
Xã East Peter Creek (tiếng Anh: East Peter Creek Township) là một xã thuộc quận Cleburne, tiểu bang Arkansas, Hoa Kỳ. Năm 2010, dân số của xã này là 716 người.